# Tvornica ferolegura Dalmacija Dugi Rat
Tvornica ferolegura Dalmacija Dugi Rat, tvornica u Dugom Ratu.

■ Tvornica ferolegura "Dalmacija"  Dugi Rat počinje davne 1908. godine kada se iskorištavanjem voda obližnje rijeke Cetine gradi hidrocentrala i tvornica karbida i cijanamida u Dugom Ratu. .
■ Tvornica je sagrađena u razdoblju 1912. – 1913. Godine, a sagradilo ju je društvo Sufid.
■ Radove je izvodila tvrtka ing. F. Bastianellija
■ 14. ožujka 1914. godine službeno je započela s radom.

## Povijest 1914 - 1940
Tvornica je izgrađena u razdoblju od 1913 - 1914. Godine
Uvjeti rada su bili vrlo teški, a posebno je na zlu glasu bila tzv. "Crna kuća" gdje se mlio i pakirao cijanamid. Radnici koji su tu radili bili su potpuno prekriveni crnom prašinom. A u tvornici tada nije bilo kupatila. Čak nije bilo ni pitke vode. Jedino se koristio bunar u vlasništvu Ivana Kadića.Loši su bili i stambeni uvjeti. Spavaonice radnika su bile u neposrednoj blizini "Crne kuće" iz koje su se dan i noć neprestano dizali veliki stupovi dima i prašine. Zbog malog broja baraka, radnici u noćnoj i dnevnoj smjeni koristili su naizmjenično iste sobe.U to vrijeme društvo Sufid je u Dalmaciji posjedovalo dvije velike tvornice karbida i cijanamida i to u Crnici kod Šibenika i Dugom Ratu. Godine 1923. raspolagalo se kapitalom od 21 milijuna lira od čega je samo oko 15 posto bilo u domaćim, a ostalo u talijanskim rukama.Tvornica u Dugom Ratu je za pravljenje karbida imala četiri električne peći talijanskog sustavaMoroni od kojih je svaka davala 10 tona dnevno te dvije peći Carison koje su bile kapaciteta 20 tona. Godišnja proizvodnja je bila oko 25.000 tona karbida kojeg je ista tvornica prerađivala u cijanamid.Za produkciju dušika imala je njemačko postrojenje Linde i još jedno praktičnije sustavaClaude. Bila je i velika švedska peć za proizvodnju vapna. Mogla je zaposliti oko 1000 radnika.Tvornice je prije Prvog svjetskog rata radila vrlo dobro. Nakon rata dolazilo je do kriza zbog osnivanja novih tvornica i zbog opadanja potrošnje.Tvornicu su zadesile neke nesreće i krize što se odrazilo i na njeno poslovanje. 
■ 29. ožujka 1927. poslije podne izbio je požar u skladištu cijanamida, zgradi od betona u kojoj je bilo 160 vagona karbida. Neki dijelovi oko strojeva su bili drveni i oni su se upalili.Stiglo je 11 vatrogasaca pod zapovjedništvom odjelnika Marina Tudora. Vodu nisu smjeli upotrebljavati da ne dođe u doticaj s karbidom, nego su se trudili lokalizirati požar zatrpavajući ga pijeskom.
Nakon što je društvu Sufid istekla koncesija nad tvornicom, Jugoslavenska vlada je koncesiju dalaFrancuzima koji su tvornicu povoljno kupili od Talijana i ona je odmah 1929. nastavila raditi kao francusko vlasništvo pod imenom „La Dalmatienne“.Sredinom godine 1930. Uprava je podnijela molbu Direkciji pomorskog prometa za izgradnju pristaništa za potrebe tvornice. Osim toga Uprava je pripremala podizanje velike tvornice za proizvodnju amonijačkih soli. Ona se trebala izgraditi pored tvornice karbida i cijanamida.To je bilo vrijeme kada je tvrtka napredovala, a istovremeno to je značilo i poboljšanje prilika u čitavom kraju jer se stanovništvo zapošljavalo.Francusko društvo podnijelo je godine 1931. molbu vlastima za podizanje tvornice vapnenog dušika u Dugom Ratu. Lokacija je planirana s lijeve strane ceste Split - Omiš na površini od 15.000 m2 kupljenog zemljišta. Godišnja proizvodnja je planirana na 60.000 tona vapnenog hidrata s 15% dušika. Imala je 9 transformatora s 9.200 Ampera.U normalnim okolnostima trebalo je to zadovoljiti cjelokupnu potrebu za poljodjelstva dušikom u Jugoslaviji, te pored toga izvesti veće količine na strana tržišta. Predviđeno je da će se zaposliti 300 radnika.Međutim, nastupila je gospodarska kriza, pa je "La Dalmatienne" godine 1931. u dva navrata otkazala većem broju radnika. Tvornica u Dugom Ratu je 1932. godine na neko vrijeme obustavile proizvodnju i otpustila radnike. To je uveliko pogodilo stanovništvo okolnih mjesta.Međutim, već je u listopadu pogon bio upućen u rad, a očekivalo se da će uskoro biti upaljena i jedna peć u Šibeniku. Uposleno je 800 radnika. Bili su osigurani poslovi za više mjeseci, pa i cijelu godinu. Vjerovalo se da će se kroz to vrijeme prilike popraviti i tvornice nastaviti s radom punim kapacitetima.1935. i 1936. godine izvršene su preinake na pećima karbida čime se povećava kapacitet proizvodnje, te je ugrađena kaptaža plina i izgrađen plinovod rekuperiranog plina s pećiju karbida do pećiju vapna.S vremenom su se popravili radni uvjeti. Tako je zauzimanjem radničkih socijalnih ustanova i razumijevanjem uprave tvornice 23. prosinca 1936. otvorena tvornička bolnica.

## Tvornički list "Dalmacija"
■ uskoro više...

## Vanjske poveznice
- Tvornica karbida i ferolegura Dalmacija – Dugi Rat Hrvatska tehnička enciklopedija, portal hrvatske tehničke baštine. LZMK